# David Willey (Cricketspieler)
David Jonathan Willey (* 28. Februar 1990 in Northampton, Vereinigtes Königreich) ist ein englischer Cricketspieler, der zwischen 2015 und 2023 für die englische Nationalmannschaft spielte.

## Kindheit und Ausbildung
Willey wuchs in Northampton als Sohn des ehemaligen Cricketspielers Peter Willey auf.

## Aktive Karriere
In der Saison 2009 fand er seinen Weg in das Team von Northamptonshire. Mit diesen konnte er den Twenty20 Cup 2013 gewinnen und eine Rücken- und Schulterverletzung verhinderte, dass er bis zum Cricket World Cup 2015 in die Nationalmannschaft aufstieg. Sein Debüt in der Nationalmannschaft gab er im Sommer 2015 bei einem ODI in Irland. Auf der folgenden Tour gegen Neuseeland konnte er im ersten ODI 3 Wickets für 69 Runs und bei seinem Debüt im Twenty20-Cricket 3 Wickets für 22 Runs erzielen. In der folgenden Ashes Tour 2015 gegen Australien erreichte er im ersten ODI 3 Wickets für 51 Runs. Zu Beginn der Saison 2015/16 reiste er mit dem Team in die Vereinigten Arabischen Emirate für die Tour gegen Pakistan und auch hier konnte er jeweils einem drei Wickets in der ODI-Serie (3/25) und der Twenty20-Serie (3/36) erreichen. Daraufhin wurde er für den ICC World Twenty20 2016 in Indien nominiert, bei dem er als beste Leistung 3 Wickets für 20 Runs bei der Finalniederlage gegen die West Indies erzielte. Im Sommer 2016 wechselte er zu Yorkshire und erreichte im fünften ODI gegen Sri Lanka 4 Wickets für 34 Runs. Das Jahr 2017 war von Problemen geprägt, unter anderem einer Schulteroperation, und er wurde nach schwächeren Leistungen nicht für die ICC Champions Trophy 2017 nominiert.
In einem Drei-Nationen-Turnier in Australien konnte er gegen den Gastgeber 3 Wickets für 28 Runs erreichen. Im Sommer 2018 konnte er zunächst gegen Australien 4 Wickets für 43 Runs und dann gegen Indien 3 Wickets für 40 Runs erzielen. Im März 2019 gelangen ihm in den West Indies 4 Wickets für 7 Runs im dritten Twenty20, wofür er als Spieler des Spiels ausgezeichnet wurde. Dennoch wurde er nicht für den Cricket World Cup 2019 nominiert, als Jofra Archer seinen Platz im Team übernahm, was für ihn ein schwerer Schlag war. Wieder zurück im Team konnte er bei der Tour gegen Irland im ersten ODI sein erstes Five-for erreichen, als ihm 5 Wickets für 30 Runs gelangen, wofür er als Spieler des Spiels ausgezeichnet wurde. Im dritten Spiel der Serie konnte er mit 51 Runs sein erstes Fifty erreichen und wurde insgesamt als Spieler der Serie ausgezeichnet.
Im Sommer 2021 konnte er bei der Tour gegen Sri Lanka einmal drei (3/44) und einmal vier (4/64) erreichen und ein weiteres Mal drei Wickets in der Twenty20-Serie erzielen. Zwar wurde er für den ICC Men’s T20 World Cup 2021 nominiert, kam dort jedoch nicht zum Einsatz. Für die Indian Premier League 2022 wurde er von den Royal Challengers Bangalore gedrafted. Im Juni war er wieder zurück im Nationalteam, als er in den Niederlanden 4 Wickets für 36 Runs in der ODI-Serie erreichte. Gegen Südafrika gelangen ihm dann in den Twenty20s drei Wickets (3/25). Abermals reiste er zum ICC Men’s T20 World Cup 2022 und erhielt keinen Einsatz. Für die Saison 2023 kehrte er nach acht Jahren zu Northamptonshire zurück und übernahm dort die Kapitänsrolle für das Twenty20-Team. Im September erreichte er gegen Neuseeland 3 Wickets für 34 Runs in der Vorbereitung für die kommende Weltmeisterschaft. Doch wieder drohte er wie vier Jahre zuvor bei der Nominierung zu scheitern, als Jofra Archer es fast schaffte für das Turnier fit zu werden. Doch dieses Mal reichte es für ihn und er war beim Cricket World Cup 2023 dabei. Jedoch war er der einzige teilnehmende Spieler, der vor dem Turnier keine Verlängerung seines zentralen Vertrages für das folgende Jahr vom Verband erhielt, und so erklärte er noch während des Turniers, dass er nach diesem aus dem Nationalteam zurücktreten würde. Bei der Weltmeisterschaft gelangen ihm zunächst gegen Indien drei Wickets (3/45). In seinem letzten Nationalspiel konnte er gegen Pakistan abermals drei Wickets (3/56), und damit sein 100. Karriere-ODI-Wicket, erreichen und wurde als Spieler des Spiels ausgezeichnet.

## Privates
Willey heiratete im Jahr 2016 die ehemalige Teilnehmerin bei The X Factor Carolynne Good, mit der er zwei Kinder hat.